# Gare de Chaville-Rive-Gauche
Gare de Chaville-Rive-Gauche vasútállomás Franciaországban, Chaville településen.

## Vasútvonalak
Az állomást az alábbi vasútvonalak érintik:
- Párizs–Brest-vasútvonal

## Kapcsolódó állomások
A vasútállomáshoz az alábbi állomások vannak a legközelebb:
- Gare de Viroflay-Rive-Gauche (Gare de Brest, Párizs–Brest-vasútvonal, Transilien N)
- Gare de Sèvres-Rive-Gauche (Paris Gare Montparnasse, Párizs–Brest-vasútvonal, Transilien N)